# العلاقات الغانية اللاتفية
العلاقات الغانية اللاتفية هي العلاقات الثنائية التي تجمع بين غانا ولاتفيا.

## مقارنة بين البلدين
هذه مقارنة عامة ومرجعية للدولتين:
| وجه المقارنة                                              | غانا         | لاتفيا                                             |
| --------------------------------------------------------- | ------------ | -------------------------------------------------- |
| المساحة (كم2)                                             | 238.53 ألف   | 64.59 ألف                                          |
| عدد السكان (نسمة)                                         | 26.91 مليون  | 1.93 مليون                                         |
| الكثافة السكانية (ن./كم²)                                 | 112.82       | 29.88                                              |
| العاصمة                                                   | أكرا         | ريغا                                               |
| اللغة الرسمية                                             | لغة إنجليزية | اللغة اللاتفية                                     |
| العملة                                                    | سيدي غاني    | يورو، لاتس لاتفي، الروبل اللاتفي ‏، الروبل اللاتفي ‏ |
| الناتج المحلي الإجمالي (بليون دولار)                      | 47.33 مليار  | 30.26 مليار                                        |
| الناتج المحلي الإجمالي (تعادل القوة الشرائية) بليون دولار | 115.41 مليار | 49.24 مليار                                        |
| الناتج المحلي الإجمالي الاسمي للفرد دولار أمريكي          | 1.37 ألف     | 14.06 ألف                                          |
| الناتج المحلي الإجمالي للفرد دولار أمريكي                 | 4.08 ألف     | 23.55 ألف                                          |
| مؤشر التنمية البشرية                                      | 0.579        | 0.819                                              |
| رمز المكالمات الدولي                                      | +233         | +371                                               |
| رمز الإنترنت                                              | .gh          | .lv                                                |
| المنطقة الزمنية                                           | 00           | ت ع م+02:00، ت ع م+03:00، أوروبا/ريغا ‏             |

## منظمات دولية مشتركة
يشترك البلدان في عضوية مجموعة من المنظمات الدولية، منها:
| علم المنظمة | اسم المنظمة                               | تاريخ انضمام غانا | تاريخ انضمام لاتفيا |
| ----------- | ----------------------------------------- | ----------------- | ------------------- |
|             | مؤسسة التنمية الدولية                     | 29 ديسمبر 1960    | 11 أغسطس 1992       |
|             | يونسكو                                    | 11 أبريل 1958     | 9 يوليو 1951        |
|             | وكالة ضمان الاستثمار متعدد الأطراف        | 29 أبريل 1988     | 21 أغسطس 1998       |
|             | الأمم المتحدة                             | 8 مارس 1957       | 17 سبتمبر 1991      |
|             | الفريق المعني برصد الأرض                  | ?                 | ?                   |
|             | الاتحاد البريدي العالمي                   | ?                 | ?                   |
|             | البنك الدولي للإنشاء والتعمير             | 20 سبتمبر 1957    | 11 أغسطس 1992       |
|             | الاتحاد الدولي للاتصالات                  | 17 مايو 1957      | 11 ديسمبر 1921      |
|             | منظمة حظر الأسلحة الكيميائية              | ?                 | ?                   |
|             | مؤسسة التمويل الدولية                     | 3 أبريل 1958      | 29 سبتمبر 1993      |
|             | المركز الدولي لتسوية المنازعات الاستشارية | 14 أكتوبر 1966    | 7 سبتمبر 1997       |
|             | منظمة التجارة العالمية                    | ?                 | 1999                |
|             | منظمة الشرطة الجنائية الدولية             | ?                 | ?                   |

## وصلات خارجية
- موقع وزارة الخارجية الغانية
- موقع وزارة الخارجية اللاتفية